# Paisée Ier de Jérusalem
Paisée Ier (en grec : Παΐσιος) fut patriarche orthodoxe de Jérusalem de 1645 à 1660.